# Isoneuromyia sesiformis
Isoneuromyia sesiformis är en tvåvingeart som beskrevs av Edwards 1940. Isoneuromyia sesiformis ingår i släktet Isoneuromyia och familjen platthornsmyggor. Inga underarter finns listade i Catalogue of Life.